# غوردون مكوين
غوردون مكوين (بالإنجليزية: Gordon McQueen)‏ مواليد 26 يونيو 1952 في اسكتلندا، هو لاعب كرة قدم إسكتلندي سابق كان يلعب كمدافع. سبق له أن لعب في كأس العالم لكرة القدم مع منتخب بلاده. لعب خلال مسيرته 381 مباراة سجل خلالها 40 هدفاً.

## المسيرة الاحترافية

### أندية لعب لها
- نادي سانت ميرين
- ليدز يونايتد
- مانشستر يونايتد

## روابط خارجية
- غوردون مكوين على موقع الاتحاد الدولي (مؤرشف)  (الإنجليزية)
- غوردون مكوين على موقع الاتحاد الأوربي (الإنجليزية)
- غوردون مكوين على موقع الاتحاد الإسكتلندي (الإنجليزية)
- غوردون مكوين على موقع قاعدة بيانات كرة القدم.إي يو (الإنجليزية)
- غوردون مكوين على موقع ناشيونال فوتبول تيمز (الإنجليزية)
- غوردون مكوين على موقع Soccerbase.com (مدرب) (الإنجليزية)
- غوردون مكوين على موقع عالم كرة القدم.نت (الإنجليزية)